# شهرستان سامبورو
شهرستان سامبورو (به لاتین: Samburu County) یک شهرستان در کنیا است. شهرستان سامبورو ۲۰٬۱۸۲٫۵ کیلومتر مربع مساحت و ۳۱۰٬۳۲۷ نفر جمعیت دارد.